# 春江
春江，位于中国海南岛西北部儋州市境内，发源于儋州市南部雅星镇的糠兴岭，蜿蜒西北流入春江水库，出库后北流至新州镇赤坎地村注入儋州湾。河长55.7公里，流域面积557.76平方公里，年均径流量2.82亿立方米。